# Shoreline (Washington)
Shoreline é uma cidade localizada no estado norte-americano de Washington, no Condado de King. A cidade foi fundada em 1890, e incorporada em 31 de agosto de 1995.

## Demografia
Segundo o censo norte-americano de 2000, a sua população era de 53.025 habitantes.
Em 2006, foi estimada uma população de 52.315, um decréscimo de 710 (-1.3%).

## Geografia
De acordo com o United States Census Bureau tem uma área de 30,3 km², dos quais 30,2 km² cobertos por terra e 0,1 km² cobertos por água.

## Localidades na vizinhança
O diagrama seguinte representa as localidades num raio de 8 km ao redor de Shoreline.